# ارشدالدین نیریزی
ارشدالدین نیریزی عالم دینی، فقیه، محدث، مفسر، ادیب قرن ششم هجری بود در «مجمل فصیحی» و «فارس‌نامهٔ ناصری» نام وی محمد بن علی ذکر شده‌است. او جامع علوم شرعیه و در علم تفسیر و حدیث متبحر بود. مدت‌ها در مسجد جامع عتیق در شیراز امامت نمود و نوشته‌اند که به مدت هفتاد سال عهده‌دار منصب افتاء بود. او را عالمی خیرخواه و دارای اخلاق نیکو و اوصاف مرضیه دانسته‌اند. در طلب علم به حجاز و عراق مسافت نمود و مشایخ و علماء بزرگی چون: شیخ توران کبیر، زاهد ابومنصور، ابوالوفا احمد بن ابراهیم فیروزآبادی، ابومقاتل مناور بن فرکوه دیلمی را درک نمود. روزبهان بقلی فسایی شیرازی و سراج‌الدین مکرم قاضی القضات فارس و عارف معروف عزالدین مودود زرکوب و فرزندش، عمادالدین ابوالفضل محمد بن مودود زرکوب، و ملک معین‌الدین ابوذر کتکی مفتی از شاگردان وی بودند. در شیراز درگذشت و در رباطی که خود در نزدیکی مصلای شیراز بنا کرده بود، دفن گردید.
آثار
```
"حیله العارفین فی التوفیق بین العقل و الدین"،
```

مجمع‌البحرین در ده مجلد، در تفسیر و تأویل

تنویرالمصابیح، در شرح المصابیح

باکورهٔ‌الطلب لاهل‌الادب در حدیث.